# Saxifraga latepetiolata
Saxifraga latepetiolata là một loài thực vật có hoa trong họ Saxifragaceae. Loài này được Willk. miêu tả khoa học đầu tiên năm 1874.